# Gryts församling, Lunds stift
Gryts församling var en församling i Lunds stift och i Östra Göinge kommun. Församlingen uppgick 2006 i Knislinge-Gryts församling.

## Administrativ historik
Församlingen har medeltida ursprung.
Församlingen var till 1962 annexförsamling i pastoratet Kviinge och Gryt. Från 1962 till 2006 var den annexförsamling i pastoratet Knislinge, Kviinge och Gryt. Församlingen uppgick 2006 i Knislinge-Gryts församling.

## Kyrkor
- Gryts kyrka